# Mi smo Crkva
Mi smo Crkva (eng.: International Moviment We Are Church (IMWAC)) međunarodni je pokret katoličkih progresivista osnovan nakon skupljanja potpisa u korist manifesta "Apel naroda Božjega" nakon što su bila iznevjerena očekivanja i nade pokrenute Drugim vatikanskim saborom. Ovaj apel upućen je Ivanu Pavlu II. kojim se zatražila obnova Katoličke Crkve.

## Nastanak pokreta
U proljeće 1995. kada je Katoličku Crkvu u Austriji potresala izrazito teška situacija, na zamisao jednog vjeroučitelja iz Innsbrucka, nastao je improvizirani manifest "Apel naroda Božjega" koji je predan na potpis lokalnim katoličkim zajednicama. Podrška tekstu bila je iznad očekivanja te se brzo proširila dok je izuzetno velik broj potpisa prikupljen u Njemačkoj. 
Dobro poznati zahtjevi apela svodivi su u prvom redu na traženje što veće demokracije i pluralizma unutar Crkve dok se s druge strane tražio obrat u pogledu stavova o braku i seksualnosti, a osobito kad je riječ o crkvenim službama (izborni celibat za svećenike, pitanje homoseksualnosti, položaj žene u Crkvi itd.).
Val podrške apelu u Europi nije bio svugdje jednako snažan, što zbog objektivno različitih situacija, što zbog činjenice da je hijerarhija odmah reagirala porukama proglasivši navedenu inicijativu kamenom smutnje.
Apel se pojavio u Italiji 1996. i podržan s više od 35 000 potpisa. Tom prilikom austrijskom je tekstu pridodano novo poglavlje kojim se zahtijevala veća angažiranost Crkve za mir u svijetu, za pravdu i za očuvanje okoliša. Apel je bio unutarcrkvenog karaktera i fokusirao se na pastoralne probleme tražeći veću primjenu Biblije. Nikada nije osuđivan za herezu iako je dovodio u pitanje crkvenu praksu i običaje.

## Ignoriranje apela
Apel je u potpunosti bio zanemaren od strane Pape. Niti jedna njegova točka nije uzeta u razmatranje. U rujnu 1997. oko 500 predstavnika iz cijele Europe sastalo se u Rimu i tom prilikom uručilo pred Brončanim vratima u Vatikanu 2 500 000 prikupljenih potpisa. Ovaj jedinstveni čin imao je velik odjek u međunarodnim medijima dok je u Italiji prošao potpuno nezapažen. Tek je u Austriji apel imao određeni učinak: u studenom 1998. održao se susret pod nazivom "Dijalog za Austriju", crkveni skup u kojem su sudjelovale sve realnosti Crkve sa značajnom ulogom Wir Sind Kirche (Mi smo Crkva). Tom su prilikom bili usvojeni brojni prijedlozi poput onoga o ženskom đakonatu, zaređenju oženjenih, o slobodi odgovornosti bračnih parova glede regulacije začeća te uloge krajevnih crkava u izboru mjesnog biskupa. Mjesec dana kasnije Ivan Pavao II. sazvao je austrijske biskupe u Rim te kategorički prekinuo svaku vrstu razgovora o tim pitanjima. Poruka je svima bila više nego jasna, te se dijalog o točakama apela morao pomaknuti na lokalnu razinu. Tako je nastala nova složena situacija bez ikakve komunikacije od strane crkvenog vrha
Neki od potpisnika pomislili su da treba čekati novi pontifikat (koji se tada nije činio dalek) i vratiti se ustaljenom crkvenom životu, drugi su se udaljili izgubivši vjeru u reformu Crkve te su pronašli utočište u individualnom obliku vjere koji se temelji na Evanđelju ili u malim zajednicama. U međuvremenu je već bio oformljen u studenom 1996. pokret "Mi smo Crkva" (eng. International Moviment We Are Church (IMWAC)), plod manifesta "Apel naroda Božjega".

## Mrežna mjesta
- Mi smo Crkva, pristupljeno 7. kolovoza 2014.
- IMWAC, pristupljeno 7. kolovoza 2014.